# Xanthocampoplex orbitalis
Xanthocampoplex orbitalis är en stekelart som först beskrevs av Walley 1944.  Xanthocampoplex orbitalis ingår i släktet Xanthocampoplex och familjen brokparasitsteklar. Inga underarter finns listade i Catalogue of Life.